# Kalervo Rauhala
Kalervo Rauhala (19 ottobre 1930 – 21 settembre 2016) è stato un lottatore finlandese, specializzato nella lotta greco-romana.

## Palmarès

### Olimpiadi
- Argento a Helsinki 1952 nei pesi medi.